# Murray Adaskin

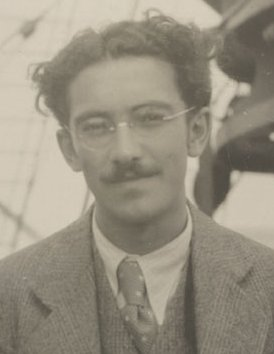
Murray Adaskin (1929)

Murray Adaskin OC (* 28. März 1906 in Toronto, Ontario; † 6. Mai 2002 in Victoria, British Columbia) war ein kanadischer Komponist, Geiger, Dirigent und Musikpädagoge.

## Leben
Der Bruder von Harry und John Adaskin begann seine musikalische Ausbildung in seiner Heimatstadt bei Luigi von Kunits. Er studierte dann bei Kathleen Parlow in New York und Marcel Chailley in Paris. 1931 heiratete er die Sängerin Frances James.
Von 1923 bis 1936 war er Musiker im Toronto Symphony Orchestra, von 1938 bis 1952 Mitglied des Royal York Hotel Trio. Ab 1944 studierte er Komposition bei John Weinzweig. 1949, 1950 und 1953 besuchte er Sommerkurse bei Darius Milhaud in Aspen, außerdem studierte er zwischen 1949 und 1952 bei Charles Jones.
Von 1952 bis 1966 war Adaskin Leiter der Musikfakultät der University of Saskatchewan in Saskatoon. Von 1957 bis 1960 leitete er das Saskatoon Symphony Orchestra, das in der Zeit jedes Jahr einen Kompositionsauftrag vergab. 1958 gründete und leitete er das Saskatoon Junior Symphony, das heutige Saskatoon Youth Orchestra. Von 1966 bis 1972 war er Composer-in-Residence der University of Saskatchewan. Außerdem war er von 1966 bis 1969 Mitglied des Canada Council.
1973 übersiedelte Adaskin nach Victoria, wo er sich bis zu seinem Tode der Komposition widmete und noch bis in die 1990er-Jahre Violine und Komposition an der Universität unterrichtete. Zu seinem 75. Geburtstag ehrte ihn die University of Saskatchewan mit einem Festkonzert, 1988 veranstaltete die University of Victoria ein Adaskin-Jahr, in dem sie in einer Reihe von Konzerten Werke Adaskins und seiner Schüler vorstellte.
Zu seinen Schülern zählt der kanadische Komponist Rodney Sharman.

## Werke (Auswahl)
- The Shepherd für hohe Stimme und Klavier, 1934
- Sonata für Violine und Klavier, 1946
- Suite für Orchester, 1948
- Epitaph für Stimme und Klavier, 1948
- Canzona and Rondo für Violine und Klavier, 1949
- 3 Marches für Orchester, 1950, 1953, 1981
- Ballet Symphony, 1951
- Sonatine Baroque für Violine, 1952
- Coronation Overture für Orchester, 1953
- A Hymn of Thanks für Chor, Text: Albert Eustace Haydon, 1953
- Serenade Concertante für Orchester, 1954
- Concerto für Violine und Orchester, 1955
- 3 Divertimentos für verschiedene Instrumente, 1956, 1964, 1965
- Introduction and Rondo für Klavierquartett, 1957
- Algonquin Symphony, 1958
- Saskatchewan Legend für Orchester, 1959
- Concerto für Fagott und Orchester, 1960
- Capriccio für Klavier und Orchester, 1961
- Rondino for Nine Instruments für Bläserquintett und Streichquartett, 1961
- Cassenti Concertante für Oboe, Klarinette, Fagott, Violine und Klavier, 1963
- Quiet Song für Violine und Klavier, 1963
- String Quartet No. 1, 1963
- Rondino für Orchester, 1964
- Grant, Warden of the Plains, Oper (Libretto: Mary Elizabeth Bayer), 1967
- The Prairie Lily für Stimme und Klavier, 1967
- Of Man and the Universe für Stimme, Violine und Klavier, 1967
- Daydreams für Violine und Klavier, 1968
- Diversion for Orchestra, 1969
- Qalala and Nilaula of the North für Orchester, 1969
- Fanfare für Orchester, 1970
- There Is My People Sleeping für Orchester, 1970
- Night Is No Longer Summer Soft, 1970
- Divertimento No. 4 für zwei Trompeten und Orchester, 1970
- Trio für Flöte, Cello und Klavier, 1970
- Two Pieces für Viola da gamba, 1972
- Essay for Strings, 1972
- Two Portraits für Violine und Klavier, 1973
- Quintet for Woodwinds, 1974
- Nootka Ritual für Orchester, 1974
- In Praise of Canadian Painting in the Thirties für Orchester, 1975
- Adagio for Cello and Orchestra, 1975
- Three Tunes for Strings, 1976
- Music for Brass Quintet, 1977
- Quintet für Fagott und Streichquartett, 1977
- Nocturne für Klarinette und Klavier, 1978
- Divertimento No. 5 für Gitarre und Kammerorchester, 1980
- Sonata für Cello und Klavier, 1981
- Dance Concertante, für Orchester, 1983
- The Travelling Musicians, Oper, 1983
- Divertimento No. 6 für Solo percussion und Orchester, 1985
- Divertimento No. 7 für zwei Celli und Klavier, 1985
- T'filat shalom für Violine und Orchester, 1986
- Divertimento No. 8, 1986
- In Memoriam Frances James Adaskin für Kammerorchester, 1988
- 3 Vocalizes für Klarinette (1988), Viola (1990) und Flöte (1990) solo
- Concerto for Orchestra, 1990
- String Quartet No. 2, 1994
- Divertimento No. 9 für Streichtrio, 1998
- String Quartet No. 3, 1998

## Gedenken und Ehrungen
- Eli Bornstein: Art and altruism. Aesthetics and ethics; dedicated to Murray Adaskin, composer, violinist, teacher, lover of arts, anad friend of The Structurist; 1906–2002. Festschrift Murray Adaskin. Structurist, Saskatoon 2002.
- Das kanadische Streichtrio Adaskin String Trio mit dem Geiger Emlyn Ngai, dem Bratscher Steve Larson und dem Cellisten Mark Fraser, hat sich Murray Adaskin zum Gedenken nach ihm benannt.[4]
- Der Murray Adaskin Salon, ein kleiner Konzertsaal des Canadian Music Centre, wurde nach dem Komponisten benannt.